# The Keys of the Kingdom
 The Keys of the Kingdom és una pel·lícula estatunidenca dirigida per John M. Stahl i estrenada el 1944, segons la novel·la homònima d'A. J. Cronin.

## Argument
Gregory Peck és un sacerdot catòlic d'idees poc convencionals a l'Anglaterra dividida entre diverses confessions és enviat a la Xina dels anys 1930, on retrata la pobresa i el despotisme d'aquella societat i on es nega a convertir els xinesos a força de diners i de pressió, sinó amb l'única resplendor del seu testimoniatge.
El personatge del missioner bondadós li va suposar a Peck -en la seva segona pel·lícula- no només la nominació a l'Oscar al millor actor, fotografia, banda sonora i direcció artística-, sinó l'ascens fulgurant al món de les estrelles de Hollywood.

## Repartiment
- Gregory Peck: Francis Chisholm
- Thomas Mitchell: el doctor Willie Tulloch
- Vincent Price: Anselm "Angus" Mealey
- Rosa Stradner: la reverenda mare Maria-Veronica
- Roddy McDowall: Francis Chisholm, jove noi
- Edmund Gwenn: el reverend Hamish MacNabb
- Cedric Hardwicke: Monsenyor Sleeth
- Dennis Hoey: Alec Chisholm
- Ruth Nelson: Lisbeth Chisholm
- Edith Barrett: tia Polly Bannon
- Peggy Ann Garner: Nora, noia
- Jane Ball: Nora
- James Gleason: el reverend doctor Wilbur Fiske
- Anne Revere: Agnes Fiske
- Benson Fong: Joseph
- Leonard Strong: Mr. Chia
- Philip Ahn: Mr. Pao
- Arthur Shields: pare Tarrant
- Sara Allgood: germana Martha
- Ruth Ford: germana Clotilde
- Richard Loo: Major Shen

## Premis i nominacions

### Nominacions
- 1946. Oscar al millor actor per Gregory Peck
- 1946. Oscar a la millor fotografia per Arthur C. Miller
- 1946. Oscar a la millor banda sonora per Alfred Newman
- 1946. Oscar a la millor direcció artística per James Basevi, William S. Darling, Thomas Little i Frank E. Hughes